# Francesco Cattanei
Francesco Cattanei (Genova, 11 luglio 1931 – Genova, 11 novembre 1993) è stato un politico e avvocato italiano.

## Biografia
Francesco Cattanei nasce a Genova nel 1931, si laurea in giurisprudenza, in seguito diventerà assistente universitario e avvocato.
Dal 1962 al 1967 è Presidente della Provincia di Genova, per sei legislature consecutive è eletto parlamentare della Repubblica Italiana (V, VI, VII, VIII, IX, X): le prime cinque viene eletto deputato nel collegio di Genova (restando in carica dal 1968 al 1987), l'ultima legislatura viene eletto Senatore nella regione Liguria sempre tra le file della Democrazia Cristiana. 
Nel Governo Moro IV e Governo Moro V viene nominato Sottosegretario di Stato agli affari esteri, così come durante il Governo Craxi II e Governo Fanfani VI, viene nominato anche Sottosegretario di Stato per la grazia e giustizia nel Governo Goria e Governo De Mita, nella V legislatura della Repubblica Italiana è eletto presidente della Commissione parlamentare Antimafia(1968-1972) che allora si chiamava Commissione parlamentare d'inchiesta sul fenomeno della mafia in Sicilia. Conclude il proprio mandato parlamentare nel 1992.
Muore l'11 novembre 1993.